# Bistum Gubbio
Das Bistum Gubbio (lat.: Dioecesis Eugubina, ital.: Diocesi di Gubbio) ist eine in Italien gelegene römisch-katholische Diözese mit Sitz in Gubbio.

## Geschichte
Das Bistum Gubbio wurde im 5. Jahrhundert errichtet und dem Heiligen Stuhl direkt unterstellt. Am 15. August 1972 wurde das Bistum Gubbio dem Erzbistum Perugia-Città della Pieve als Suffraganbistum unterstellt.
Am 7. Mai 2022 verfügte Papst Franziskus die Vereinigung des Bistums Città di Castello in persona episcopi mit dem Bistum Gubbio. Bischof der so vereinigten Bistümer wurde der bisherige Bischof von Gubbio, Luciano Paolucci Bedini.

## Einzelnachweise

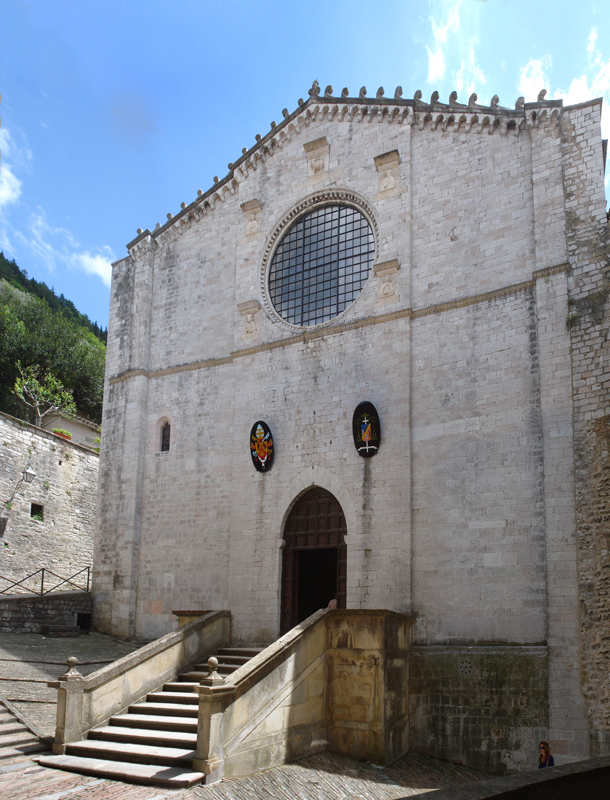
Kathedrale Santi Mariano e Giacomo in Gubbio